# Gens Aquilia

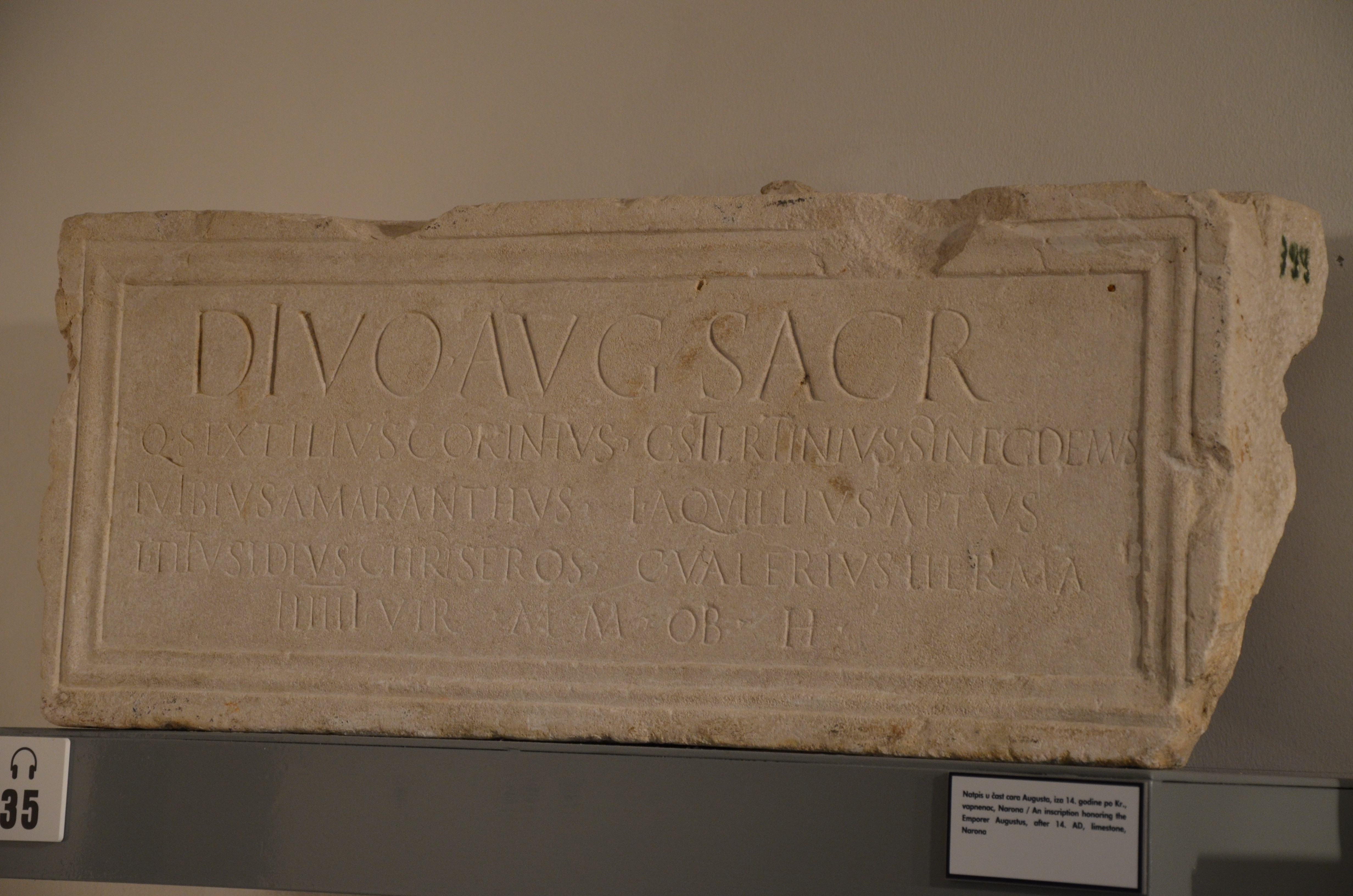
Lápida romana con el apellido Aquila.

La gens Aquilia (en latín, gens Aquillia o Aquilia) fue un conjunto de familias plebeyas de la Antigua Roma que compartían el nomen Aquilio. Miembros de esta gens se mencionan en los primeros años de la República. Dos Aquilios aparecen entre los nobles romanos que conspiraron para traer de vuelta a los Tarquinios y otro, Cayo Aquilio Tusco (del que se dice que fue patricio), fue cónsul en tiempo tan temprano como 487 a. C.

## Origen
El nomen Aquilio probablemente deriva de «aquila» (en español, «águila»). En monedas e inscripciones el nombre está casi siempre escrito Aquillius, pero en manuscritos generalmente está con una sola l. El miembro más temprano de la familia llevó el cognomen Tusco, lo que sugiere que la gens puede haber sido de origen etrusco, a pesar de que Aquilio es indiscutiblemente latino y el Tusco podría haber sido adquirido en otras maneras.